# Naashoibitosaurus
A Naashoibitosaurus (jelentése 'gyík pataki gyík' a navahó naʼashǫ́ʼii bitooʼ 'gyík patak' és az ógörög σαυρος / szaürosz 'gyík' szavak összetételéből) a hadrosaurida dinoszauruszok egyik neme, amely körülbelül 73 millió évvel ezelőtt élt, a késő kréta korban, az Amerikai Egyesült Államokban, az új-mexikói San Juan-medencében levő Kirtland-formáció területén. Eddig csak egyetlen részleges csontváza került elő. Jack Horner először a Kritosaurus példányaként készített róla leírást.

## Anatómia
A Naashoibitosaurus egyetlen részleges csontvázon (az Új-Mexikói Természetrajzi Múzeum NMMNH P-16106 jelzésű leletén) alapul, emiatt anatómiai szemszögből nem számít jól ismertnek. A legalaposabban leírt része a koponyája, melyen a szemek előtt egy alacsony, a Gryposaurusénál kevésbé ívelt orrdísz helyezkedett el.

## Osztályozás
A Naashoibitosaurus egy hadrosaurina hadrosaurida, azaz egy lapos fejű vagy egyszerű fejdíszű kacsacsőrű dinoszaurusz. Közeli rokonságban áll az olyan nemekkel, mint a Saurolophus. Ha azonosnak találnák a Kritosaurusszal, akkor a neve Kritosaurus lenne, mivel ez a név korábbról származik, de a hadrosauridák közötti helyzete nem változna.

## Történet
A nem zavaros taxonómiai történetének megfelelően a névadás során hiba történt. Úgy gondolták, hogy David Gillette és David Thomas a holotípust, az egyetlen ismert példányt a Kirtland-formáció Naashoibito-tagozatában fedezték fel, a formáció legújabb részén, ahogy arra a név is utal. A fosszília valójában a korábbi, campaniai korszakbeli De-na-zin-tagozatból származik. Horner 1992-ben, a Gryposaurus és a Kritosaurus eltérésére vonatkozó bizonyíték alapján leírást készített a Kritosaurus fiatal példányáénak hitt koponyáról. Ugyanebben az időben Adrian P. Hunt és Spencer G. Lucas leírást készítettek az Edmontosaurus saskatchewanensishez besorolt koponya alatti (posztkraniális) csontvázról. Mikor kiderült, hogy a két rész nem tartozik össze, Hunt és Lucas egy saját nembe helyezte el a példányt, ugyanis a koponyája nem illett egy Edmontosaurushoz, és úgy döntöttek, hogy a Kritosaurus kétséges név, így nem használható.
2000-ben Thomas Williamson megkérdőjelezte az értékelésüket, ugyanis morfológiai eltéréseket talált a példány és a Kritosaurus között, mivel a kérdéses koponyák különböző korú egyedektől származnak. Hunttól és Lucastól eltérően úgy ítélte meg, hogy a Kritosaurus típuspéldányának koponyája diagnosztikus, ezért összehasonlította azt a Naashoibitosauruséval. Horner állításához visszatérve, egyetértett azzal, hogy a többi hadrosaurinánál, például a Prosaurolophusnál az orrdísz a növekedés során hátrébb került. Kimutatta, hogy a példány származási helye téves; nem a Kritosaurusénál újabb kőzetekben találtak rá, hanem hasonló korúakban. A The Dinosauria második kiadásában megjelent következő nagyobb áttekintés szintén megkülönbözteti a két nemet. A Naashoibitosaurus részleges koponyájához tartozó csőr és az állkapocs hiánya tovább nehezíti az összehasonlítást. A probléma megoldásához több leletanyagra lenne szükség.

## Ősbiológia
A Naashoibitosaurus, ahogy a hadrosauridák általában, nagy testű, két, illetve négy lábon járó, az emlősök rágásához hasonló őrlő mozgást lehetővé tévő bonyolult koponyájú növényevő állat volt. A fogai folyamatosan cserélődtek, és olyan fogkészletekben helyezkedtek el, amik fogak százait tartalmazták, melyekből egyszerre csak maroknyi volt használatban. A csőrét a növényi anyagok darabolására használta, melyek megtartását egy pofaszerű szerv segítette. A táplálkozás a talajszinttől körülbelül 4 méteres magasságig történt. Amennyiben külön nembe tartozott, nem tudni hogyan osztozott meg az élelemforrásokon a hasonló Kritosaurusszal.

## Őskörnyezet
A Naashoibitosaurus a késő kréta korban, mintegy 73 millió évvel ezelőtt élt az Egyesült Államok területén, az új-mexikói San Juan-medencében található Kirtland-formációban. Ebben az időszakban a területet meleg, nedves éghajlat jellemezte, amely kedvezett a dús növényzet kialakulásának. A régióban kiterjedt síkságok és folyóvölgyek voltak, ahol gazdag növénytakaró biztosította a növényevő dinoszauruszok táplálékforrását. A Kirtland-formációban a Naashoibitosaurus számos más dinoszaurusszal osztotta meg élőhelyét. Közéjük tartozott a Kritosaurus, egy másik hadrosaurida, amely hasonló életmódot folytatott, valamint a Pentaceratops, egy nagy testű, növényevő ceratopsida. A ragadozók közül jelen volt a kisebb méretű Saurornitholestes és a nagyobb Bistahieversor, amelyek a tápláléklánc csúcsán helyezkedtek el. A növényzetet főként páfrányok, cikászok és tűlevelűek alkották, amelyek bőséges táplálékot nyújtottak a növényevő dinoszauruszok számára. A folyók és mocsaras területek mentén gazdag vízi növényzet fejlődött ki, tovább növelve a biodiverzitást.

## Fordítás
- Ez a szócikk részben vagy egészben a Naashoibitosaurus című angol Wikipédia-szócikk ezen változatának fordításán alapul.  Az eredeti cikk szerkesztőit annak laptörténete sorolja fel. Ez a jelzés csupán a megfogalmazás eredetét és a szerzői jogokat jelzi, nem szolgál a cikkben szereplő információk forrásmegjelöléseként.